# Николай Меглицки
Николай Гаврилович Меглицки (на руски: Николай Гаврилович Меглицкий) е руски изследовател, геолог, минен инженер.

## Биография
Роден е през 1825 година. През 1846 завършва Института на корпуса на минните инженери в Петербург.
От 1849 до 1852 г. участва в експедицията на Николай Християнович Ахте. В началото на 1851 г., заедно с топографа Степан Василиевич Крутив, от река Мая (десен приток на Алдан) през хребета Джугджур достигат до устието на река Уда. През юли, отново заедно с Крутив, изследват остров Голям Шантар, а след това се прехвърлят на континента. Изкачват се по река Тугур, пресичат откритите от тях хребети Тилски (2279 м), Тайкански (2243 м), Алски (1306 м) и северната част на Ям-Алин (2295 м) и се завръщат в устието на Уда. След това двамата проследяват крайбрежието на Охотско море на север до Аян и се завръщат в Якутск.
По материалите от своите маршрути и направените измервания Меглицки и Крутив за първи път сравнително правилно показват направлението на хребета Джугджур и по този начин стават първите му изследователи. Меглицки идва до извода, че огромната територия между река Лена на запад, Становите планини на юг, Охотско море на изток и планините, от които водят началото си реките Яна, Индигирка и Колима на север, не е низина, както предполагат по-рано, а представлява плоско възвишение.
През 1854 – 1855 г., заедно с Алексей Иванович Антипов, извършва геоложки изследвания в Южен Урал и дават неговата първа, в основни черти вярна, тектонска схема. В тяхната книга „Геогностическое описание южной части Уральскаго хребта...“ се опитват да увържат релефа с геоложкия строеж на района. Първи показват ерозионния характер на речните долини. Събират геоложка колекция от повече от 3000 минерали, които подаряват на музея на Минния институт в Петербург. На базата на своите изследвания намират признаци за златни находища и изработват геоложка карта на Южен Урал. Техния труд е удостоен с Демидовска премия на Руското географско дружество през 1859.
Умира на 11 септември 1857 година..

## Основен труд
- Меглицкий Н.Г., Антипов А.И. „Геогностическое описание южной части Уральскаго хребта, исследованной в течение 1854 и 1855 годов / Составлено Корпуса горных инженеров капитаном Меглицким и штабс-капитаном Антиповым“, Спб., типография Департамента внешней торговли, 1858. [6], 435 с. 21,2 х 13,6 см. Отдельный оттиск из „Горного журнала“ за 1857 – 1858 гг.